# Gonolobus atratus
Gonolobus atratus är en oleanderväxtart som beskrevs av Asa Gray. Gonolobus atratus ingår i släktet Gonolobus och familjen oleanderväxter. Inga underarter finns listade i Catalogue of Life.